# 熱情×冷顫
《熱情×冷顫》 （日語：がく×ぶる）由本田透所作的日本輕小說。

## 故事簡介
外表是個可愛男生御影美千緒因女性過敏症而無法觸碰女孩子，為了克服過敏症因而轉到男女合校，且因朋友岡本三十郎的建議下與全學年頂尖美少女夙川可夢偉展開克服過敏症的特訓......

## 人物簡介
御影美千緒
體型瘦弱且擁有女生面孔的男高中生。有女性過敏症而無法觸碰女生。
夙川可夢偉
全學年首屈一指的美少女，小學時是童星，有著天真的笑容安撫人心。有男性冷感症。
御影奈奈美
美千緒的雙胞胎妹妹，高中一年級。為了帶哥哥走向甲子園而加入棒球部。
御影歐蒂娜
大美千緒兩年的表姐，因真理亞的弟弟光廣出車禍害而留下的女兒，因無人照顧由真理亞收養而成為美千緒的姐姐。另外歐蒂娜是模特兒和樂團成員。
夙川沙耶
可夢偉的姐姐、學生會會長。和歐蒂娜水火不容。
甲陽園流星
可夢偉的保鑣。身材非常嬌小，平胸。曾在英國M16進行成為00情報員的研習課，手上持有忍者刀。
岡本三十郎
從小學時代是美千緒和奈奈美的好朋友。經常向美千緒提出能克服敏感症的方法，是令美千緒和可夢偉受苦的禍根。
御影真理亞
美千緒和奈奈美的母親。外表非常年輕，尤如他們的大姐姐。